# 银河联邦
银河联邦是一个被中华人民共和国司法机关认定为邪教组织的新兴宗教团体。该组织宣称“银河联邦”的外星高能生物要帮地球人“实现全人类解脱，全人类觉醒”，最后达到“全人类进入佛国”。

## 概况
该组织的创始人为郑辉，自称“妙乐上师”，曾用笔名翔原。郑辉1966年1月生于广西南宁，博士学位，具有高级经济师资质，曾先后在广西邮电管理局、中国联通广西分公司、中国电信广西分公司等单位工作，2012年3月创建“银河联邦”。2012年11月，郑辉建立“中国觉醒大学”网站，开始以互联网为平台宣传自己的理念。2013年3月，郑辉从中国电信广西分公司辞职，专门从事“银河联邦”和“中国觉醒大学”的活动。2015年7月因犯组织、利用邪教组织破坏法律实施罪，被判处有期徒刑八年。
“银河联邦”被认为是德国新兴宗教团体“昴宿星人”（Alaje from the Pleiades）在中国的本土化产物。“昴宿星人”宣扬末世论，声称地球正处于“黑暗力量”统治之下，阿斯塔·谢兰（Ashtar Sheren）才是地球的守护者。“银河联邦”吸收了“昴宿星人”的教义，并进行了本土化改造，大量借用宗教概念，并强化了对教主郑辉本人的崇拜。根据“银河联邦”的教义，“银河联邦”是一个活动范围在三维到九维的泛银河系统筹组织，总部设在天狼星，已有超过20万个星系成员、数百万个星球成员加入其中；其领导人是宇宙第四区拥有1000万艘太空船的总指挥官、金星人阿斯塔·谢兰，也就是人类2500年前的悉達多，目前已经28000岁。郑辉自称“佛公主”，是“银河联邦”在地球上的全权代表。
该组织宣称要将地球从现在所处的三维空间升至五维空间，每个人通过用眼睛接收“光舍利”就可以很轻松地达到完全觉醒状态，迅速成仙；宣扬“银河联邦”的外星高能生物要帮地球人“实现全人类解脱，全人类觉醒”，最后达到“全人类进入淨土”；如果身上疼痛，只要写上“693”、“629”等灵性密码就会痊愈等。另外，该组织要求信徒必须保持对教主郑辉的热爱和忠诚，不得关注其他宗教，否则即为对郑辉本人的不敬。

## 被认定为邪教
2015年7月，广西壮族自治区南宁市青秀区人民法院依法认定“银河联邦”为邪教组织。法院认为，郑辉冒用佛教的名义，在互联网上建立“银河联邦”网站，通过组织非法“法会”，制作、印刷、散布非法出版物、宣传品的形式，散布迷信邪说，蛊惑蒙骗他人，发展、控制众多信徒，形成危害社会的邪教组织，破坏国家法律实施，构成组织、利用邪教组织破坏法律实施罪，被判处有期徒刑八年。

## 评价
中国反邪教网在其官方微博“@中国反邪教”中称“银河联邦”为“东西方元素夹杂、不伦不类的附佛外道”。有网友称“银河联邦”的理论“中二”“侮辱智商”。

## 其它
早在该组织成立初期，因其宣传品包含“我们不用很麻烦很累就可以成佛”等类似轻小说标题的字句，遭到网友恶搞，甚至产生了大量二次创作。
另外，有观点认为，2016年在中国互联网爆红的“银河系违章哥”可能也是“银河联邦”的信徒。此人因违章被交警查扣后宣称自己来自“银河系皇家”，并对警方宣称“你要扣了我的车，我要毁灭地球”。